# Tauyuan (Kaohsiung)
Tauyuan (chinesisch 桃源區, Pinyin Táoyuán Qū), oder Taoyuan, ist ein Stadtbezirk von Kaohsiung in der Republik China (Taiwan).

## Lage

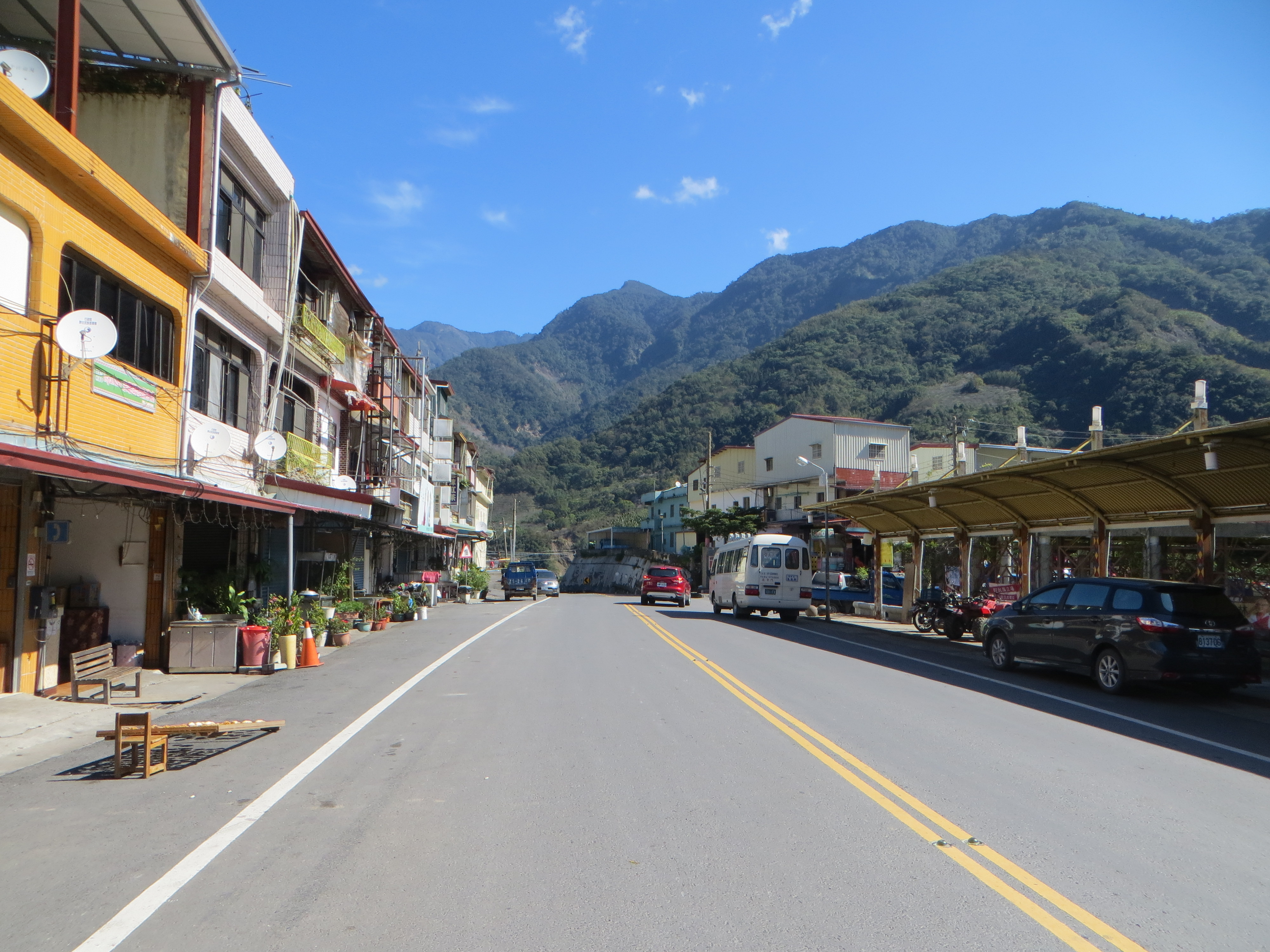
Stadtteil Taoyuan

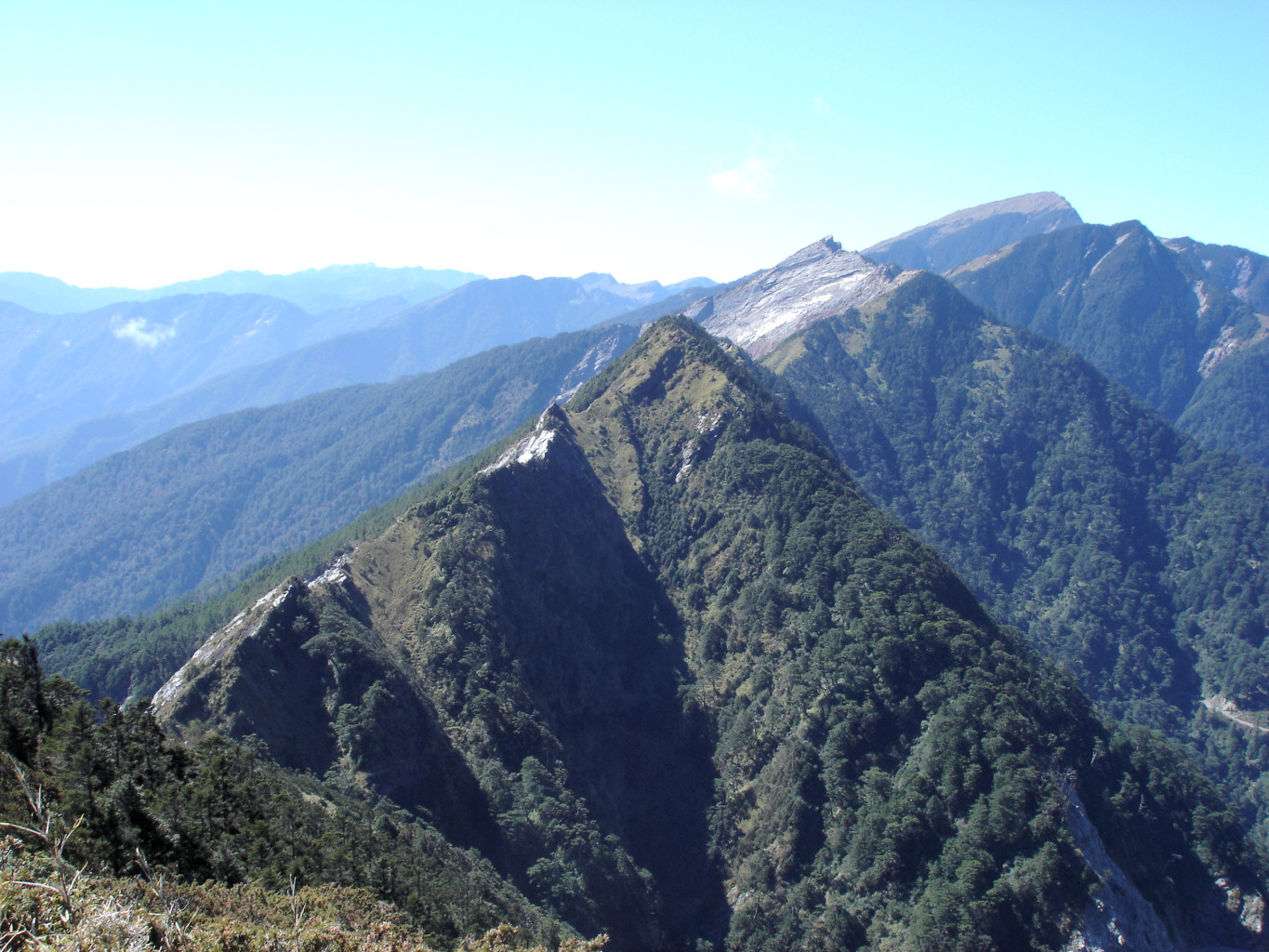
Bergland von Meishan

Tauyuan liegt an der Nordspitze der Stadt Kaohsiung und ist mit 928,98 km² der mit Abstand größte Stadtbezirk. Flächenmäßig macht er etwa 31 % des gesamten Stadtgebiets aus, jedoch leben weniger als 5000 Einwohner hier, entsprechend knapp 0,2 % der Stadtbevölkerung. Der Grund für die geringe Bevölkerungsdichte liegt in der Topografie: Tauyuan besteht ganz überwiegend aus verkehrsmäßig gering erschlossenem, dicht bewaldetem Bergland mit tief eingeschnittenen schmalen Tälern und steil aufragenden Bergen.
Die Nachbarbezirke im Westen und Süden sind Namaxia, Jiaxian, Liugui und Maolin, die ebenfalls zu Kaohsiung gehören. Im Norden grenzt Tauyuan an die Landgemeinden Alishan (Chiayi) und Xinyi (Nantou), und im Westen an die Landgemeinden Zhuoxi (Hualien) und Haiduan (Taitung).
Ganz an der Nordspitze des Bezirks, an der Grenze des Stadtgebietes zu den Nachbarlandkreisen Chiayi und Nantou, liegt der Yushan, der mit 3952 Metern höchste Berg der Insel Taiwan.

## Geschichte und Name
Ursprünglich war das Gebiet vom indigen-taiwanischen Volk der Tsou besiedelt. Die Tsou wurden von den östlich von ihnen lebenden Bunun attackiert und nach und nach von diesen nach Westen abgedrängt. Nachdem die Insel Taiwan 1895 unter japanische Herrschaft gekommen war, begann die systematische Durchdringung des unzugänglichen Berglandes im Inneren der Insel. Die japanische Verwaltung befriedete die im Bergland lebenden Stämme zum Teil unter Einsatz militärischer Mittel und führte auch Zwangsumsiedlungen durch, um so die Ethnien besser unter Kontrolle halten zu können. Nachdem Taiwan im Jahr 1945 zur Republik China gekommen war, wurde die Verwaltung reorganisiert und das Gebiet wurde zur Gemeinde Gani (雅你) – benannt nach dem Bunun-Stamm der Gani, der hier hauptsächlich siedelte – im neu gebildeten Landkreis Kaohsiung. Im Oktober 1956 wurde Gani in Taoyuan (桃園, „Pfirsich-Quelle“) umbenannt, in Anspielung auf die natürliche Unberührtheit der Region.
Am 25. Dezember 2010 wurde der Landkreis Kaohsiung aufgelöst und an die Stadt Kaohsiung angegliedert. Die bisherigen Landkreisgemeinden erhielten den Status von Stadtbezirken. Taoyuan verlor dadurch seine bisherige Selbstverwaltung und an die Stelle des bislang gewählten Bürgermeisters trat ein vom Bürgermeister von Kaohsiung ernannter Distriktvorsteher. Vertreter der drei vormaligen Landkreisgemeinden, in denen die indigenen Völker die Mehrheit bildeten – Namaxia (那瑪夏), Maolin (茂林) und Taoyuan – protestierten gegen den Verlust ihrer bisherigen Selbstverwaltungsrechte. Im Jahr 2014 erhielten diese drei Bezirke einen erweiterten Selbstverwaltungsstatus als „Bergdistrikte der Ureinwohner“.
Als der im Norden Taiwans liegenden Landkreis Taoyuan mit Wirkung vom 25. Dezember 2014 zur regierungsunmittelbaren Stadt Taoyuan erhoben wurde, wurde auch die Gemeinde Taoyuan in diesem Landkreis zu einem Stadtbezirk Taoyuans. Damit gab es mit einem Mal in Taiwan zwei Stadtbezirke in regierungsunmittelbaren Städten mit dem Namen ‚Taoyuan‘. Zur besseren Unterscheidung beschloss der Stadtbezirk Taoyuan (Kaohsiung) künftig die englische Transliteration Tauyuan zu verwenden.

## Bevölkerung
Die Bevölkerung besteht ganz überwiegend aus Angehörigen indigener Völker, überwiegend der Bunun und zum Teil auch der Hla’alua. Die indigene Bevölkerung machte Ende 2017 etwa 92 Prozent aus.

## Verwaltungsgliederung
Administrativ ist Tauyuan weiter untergliedert in 8 Stadtteile (里, li): Lafulan (拉芙蘭), Jianshan (建山), Taoyuan (桃源, Sitz der Hauptverwaltung), Gaozhong (高中), Meishan (梅山), Fuxing (復興), Qinhe (勤和), Baoshan (寶山).
| Gliederung Tauyuans |
| Meishan 梅山里 Baoshan 寶山里 a b c d e f a: b: c: d: e: f: Lafulan 拉芙蘭里 Fuxing 復興里 Qinhe 勤和里 Taoyuan 桃源里 Gaozhong 高中里 Jianshan 建山里 |

## Wirtschaft
Im Bezirk gibt es keine nennenswerte Industrie. An landwirtschaftlichen Produkten werden geerntet: von Februar bis April Zimtäpfel, Pflaumen, Ingwer und Pfirsiche, von Mai bis Juni wilder Tee, Pflaumen und Bambussprossen, von Juli bis September Mangos, Longans und Jackfrucht, im Oktober Zimtäpfel, Taro und Gelee-Feigen (eine Variante der Kletterfeige, Ficus pumila var. awkeotsang), und im November bis Dezember Hirse, Ingwer, Kürbis, Taro, Süßkartoffeln, Yacón und Japanische Wollmispeln. Als Besonderheit gelten der im Bergland in Höhen bis zu 1500 Metern angebaute Kaffee und die hier geerntete Wildkamille.

## Tourismus und Sehenswürdigkeiten

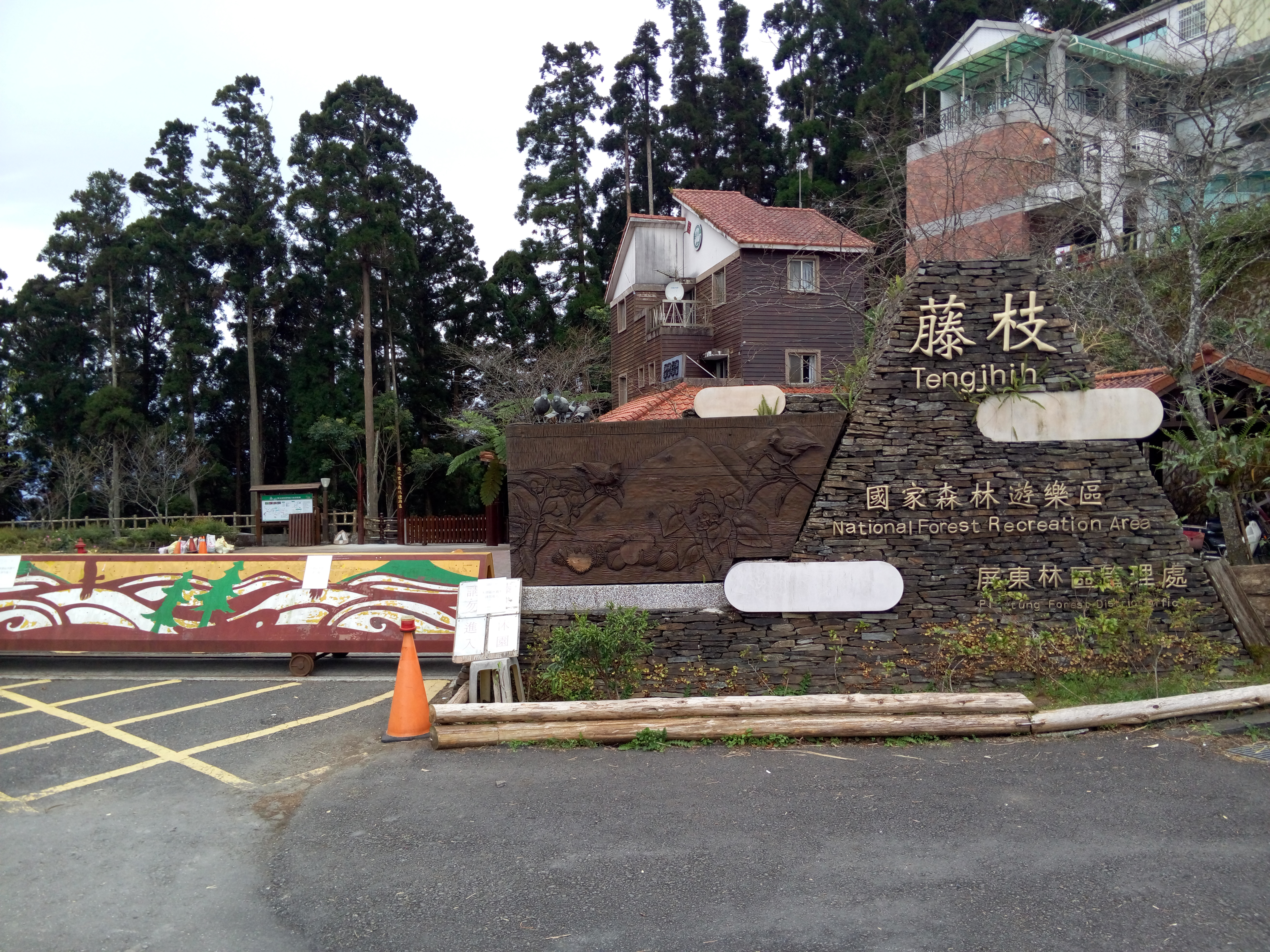
Walderholungsgebiet Tengjih

Aufgrund der relativ unberührten Natur ist Tauyuan ein Touristenziel. Im Dorf Baoshan befindet sich das Nationale Walderholungsgebiet Tengjhi (chinesisch 藤枝國家森林遊樂區). Es umfasst 770 Hektar Waldgebiet aus Nadel- und Laubwald in einer Höhe zwischen 1550 und 1804 Metern. Von der Besucherplattform in 1804 Metern Höhe ist ein weiter Blick auf das umliegende Bergland und die Gipfel des Yushan, Dawushan und Beinanshan möglich.
Ein erheblicher Teil Tauyuans liegt im Yushan-Nationalpark, dem größten Nationalpark Taiwans.